# Maják Chanonry
Maják na Chanonry Point (skotskou gaelštinou Gob na Cananaich) stojí na konci Chanonry Ness, výběžku pevniny zasahujícího do Moray Firth mezi Fortrose a Rosemarkie ve správní oblasti Highland v severovýchodním Skotsku.
Maják je dálkově řízen Northern Lighthouse Board (NLB) v Edinburghu, budovy a areál jsou v soukromém vlastnictví.
Maják je od roku 1971 chráněn jako památka kategorie A.

## Historie
Chanonry Ness leží v zálivu Moray Firth mezi městy Fortrose a Rosemarkie na poloostrově Black Isle (Ross a Cromarty) konci písečné kosy v místě, kde se záliv Moray Firth zužuje mezi Chanonry Point a Fort George.
Zřízení majáku na Chanonry Point poprvé navrhl v roce 1834 a znovu v roce 1837 inženýr komisařů  Alan Stevenson. Návrh na postavení majáku byl komisí Northern Lights Commissioners (předchůdce NLB) však schválen až v roce 1843, která se v květnu 1843 obrátila na Trinity House s žádostí o vybudování majáku na Chanonry Point. Žádost byla schválena v červnu 1843.
Maják navrhl skotský stavební inženýr Alan Stevenson a byl uveden do provozu 15. května 1846.

## Popis
Maják je 13 m vysoká válcová věž s okrově vyzděným ochozem s litinovou balustrádou a lucernou s trojúhelníkovým zasklením ve dvou řadách a černou kupolí. Základna věže je sevřená půlkruhovým jednopatrovým blokem tvořícím trojosé průčelí se středovými dveřmi (u paty věže). Po stranách vchodu s pilastry a frontonem na koncích půlkruhového bloku jsou slepá okna. Dům správce je jednopatrový, pětiosý s krajními okny nižšími. Stavby mají omítané kvádrové zdivo s prolamovanou střešní římsou, která u majáku má okrový nátěr.
Maják byl postaven jako one man station (stanice jednoho muže). Strážce majáku kromě svých běžných povinností na majáku vykonával ještě funkci pozorovatele bójí Munlochy Shoal, Middle Bank East, Craigmee, Riff Bank East a Navitty Bank Lighted.
Od roku 1984 je maják plně automatizovaný. Označuje vjezd do přístavu Inverness. 

### Data
Charakteristika světla: Oc W 6s (bílé světlo je přerušované každých 6 sekund, délka světelné fáze 4,5 s, přerušení 1,5 s). Světlo je vysíláno v sektoru 148°–073°.
- Dosvit: 15 nm (28 km)
- Výška věže: 13 m
- Zdroj světla je ve výšce: 12 m n. m.

### Označení
- Admiralty: A3440,
- NGA: 2900,
- ARLHS: SCO045